# Кани, Луиджи
Луиджи Кани (род. 4 декабря 1970) — 10 февраля 2008 года установил мировой рекорд по пилотированию и приземлению самого маленького и быстрого парашютного купола JVX-37.

## Биография
Закончил Бразильский Экономический Университет. Владеет португальским, английским и испанским языками.

## Рекорды
- 1999 — Североамериканский рекорд скорости достигнутой в свободном падении — 498 км/ч.
- 2000 — Мировой рекорд скорости достигнутой под куполом парашюта.
- 2004 — Пилотирование и приземление самого маленького на тот момент парашюта VX-39.
- 2005 — Мировой рекорд скорости достигнутой в свободном падении (при прыжке с рюкзаком на 1 т.) — 552 км/ч.
- 2008 — Пилотирование и приземление самого маленького на сегодняшний день парашюта JVX-37.

В планах Луиджи преодолеть скорость звука в свободном падении (1193 км/ч).